# Gråmanstorp
Gråmanstorp är en småort i Klippans kommun och kyrkby i Gråmanstorps socken i Skåne. Här ligger Gråmanstorps kyrka.
Gråmanstorp har tidigare hetat gormanstorp. Enligt sägner fanns det en vikingahövding boende där som hette just Gorm.